# Komlói Bányász
El Komlói Bányász es un equipo de fútbol de Hungría que juega en la NB III, la tercera liga de fútbol más importante del país.

## Historia
Fue fundado en el año 1922 en la ciudad de Komló y es el primer club deportivo de la ciudad, que tuvo como su primer entrenador a Késmárki Akos. En la temporada 1936/37 ascienden a la NBI por primera vez y al finalizar la Segunda Guerra Mundial se convirtieron en un equipo deportivo municipal en 1948.
En 1970 consiguieron su primer logro importante, avanzar a la final de la Copa de Hungría, la cual perdieron ante el Újpest FC 2-3, aunque debido a que el campeón de la copa también clasificó para la Copa de Europa de Clubes, consiguieron la clasificación a su primer torneo internacional, la Recopa de Europa 1971-72, en la que fueron eliminados en la primera ronda por el Estrella Roja de Belgrado de Yugoslavia.
En la década de los años 90s el club entró en una crisis financiera, y al mismo tiempo estaba peleando por no descender a la NB III, la cual eludieron y pasaron por un periodo de reorganización en la temporada 1998/99.
En el 2001 la minería, la cual era el patrocinador principal del club desde su fundación cerró, y el equipo fue reconstruido y descendieron a la NB III, aunque debido a la reestructuración del fútbol en Hungría en el 2008 formaron parte de la NB II, pero en esa temporada el club desciende a la NB III, liga en la que está actualmente.

## Palmarés
- NB II: 2

1957, 1960/61
- Copa de Hungría: 0
  - Finalista: 2

1970/71, 1973/74

## Participación en competiciones de la UEFA
| Temporada | Torneo                     | Ronda | Club          | Casa | Visita | Global |
| --------- | -------------------------- | ----- | ------------- | ---- | ------ | ------ |
| 1971/72   | Recopa de Europa de fútbol | 1     | Estrella Roja | 1-2  | 2-7    | 3-9    |

## Jugadores destacados
- Krisztián Pest

## Entrenadores destacados
- Ferenc Mészáros (2008)